# Бритиш Газ
Бритиш Газ (англ. British Gas) — транснациональная компания, занимающаяся разведкой, производством и транспортировкой нефти и природного газа. Основана в 1986 году. За пределами Великобритании одна из компаний-наследниц Бритиш Газ, «БиДжи», была известна как «Бритиш Газ Интернейшнл» и была поглощена Роял Датч Шелл в 2016 году.

## История
Сама компания отсчитывает своё существование с 1812 года, когда образовалась Gas Light and Coke Company. Компания была национализирована в 1948 году с образованием двенадцати территориальных управлений газовой промышленности, централизованное руководство осуществлялось Советом по газу (англ. Gas Council). В 1972 году Совет был преобразован в государственную компанию Бритиш Газ Корпорейшн (англ. British Gas Corporation), которая после приватизации в 1986 году стала называться англ. British Gas plc. После создания в 1994 году транспортного подразделения Транско, в 1997 Бритиш Газ была разделена на две самостоятельные компании: «БиДжи» (англ. BG) и «Сентрика». В 2000 году Транско отделяется от БиДжи и в 2002 году сливается с Нэйшнл Грид (англ. National Grid) с образованием «Нэйшнл грид Транско»).

## Работа в Казахстане
В 1997 подписан договор между «Бритиш Газ Интернейшнл» и правительством Казахстана об освоении Карачаганакского комплекса, открытого в 1979 году. «Бритиш Газ Интернейшнл» является членом Каспийского трубопроводного консорциума.